# Ein Herz bleibt allein
Ein Herz bleibt allein ist eine deutsche Verfilmung des beliebten Volksstücks Mein Leopold (1873) von Adolph L’Arronge. Unter der Regie von Géza von Bolváry spielen 1955 Paul Hörbiger in der Haupt- und Peer Schmidt in der Titelrolle seines Sohnes.

## Handlung
Schuhmachermeister Gottlieb Weigelt hat sich mit seinem Betrieb einen beträchtlichen Wohlstand erarbeitet. Er besitzt einen eigenen, großen Laden und hat einen Werkführer, den verlässlichen und anständigen Rudolf Starke, sowie mehrere Gesellen angestellt. Seinen Sohn Leopold, ein Nichtsnutz, der vor allem durch Faulheit und Verschwendungssucht auffällt, vergöttert der Alte über alles, während demgegenüber seine Tochter Klara vernachlässigt wird. Leopold wirft mit dem väterlichen Geld nur so um sich, doch der Vater sieht in seinem Vaterstolz regelmäßig darüber hinweg. Leopolds Geldsorgen werden bald immer größer, zumal er das Revuegirl Marion de Lorme kennenlernt, das sich als kostspieliges Vergnügen erweist. Bald begeht Leopold eine Unterschlagung, und er muss sich dafür vor Gericht verantworten. Noch immer vermag Gottlieb Weigelt nicht den wahren, nutzlosen Charakter seines Sohnes erkennen. 
Werkführer Starke, der den Niedergang der Firma befürchtet, versucht ebenso vergeblich dem Alten die Augen zu öffnen wie auch Klara Weigelt. Sie schließt sich den Bemühungen Starkes, den sie liebt, an. Daraufhin wirft Weigelt wütend seinen besten Mann im Betrieb hinaus und sagt sich überdies von Klara los. Leopold Weigelt hat sich derweil nach Australien abgesetzt, wo er im Gefängnis landet. Sein Vater ist all sein Vermögen los, sein Geschäft wird zwangsversteigert. Der Tunichtgut-Sohn fern von daheim und der Tochter entfremdet steht Gottlieb Weigelt nun ganz allein da und betrachtet die Trümmer seines Lebens. Und endlich überdenkt er sogar sein Verhältnis zu Leopold. Der Alte beginnt, sein Leben neu zu ordnen und will ganz von vorn durchstarten: als kleiner Flickschuster unter einem fremden Herren. Gottlieb fühlt sich dem Tode nah, da bereitet ihm seine so lange Zeit vernachlässigte Tochter Klara eine große Freude: Sie und ihr Rudolf werden Eltern, und Gottlieb Weigelt Opa von zwei Enkelkindern. 

## Produktionsnotizen
Ein Herz bleibt allein entstand Mitte 1955 in Berlin und wurde am 23. September 1955 in der Essener Lichtburg uraufgeführt. Die Berliner Premiere war am 6. Januar 1956.
Hanns H. Kuhnert entwarf die von Hans Luigi umgesetzten Filmbauten. Produzent Kurt Ulrich war auch Produktionsleiter, Aldo von Pinelli war am Manuskript beteiligt.

## Weitere Filmversionen
Mein Leopold sollte sich über die Jahrzehnte als überaus populärer Filmstoff erweisen. Weitere Fassungen entstanden in den Jahren 1913, 1919, 1924 (allesamt Stummfilme) und 1931 die erste Tonfilmversion, unter der Regie von Hans Steinhoff. 1987 entstand eine Fassung für das DDR-Fernsehen.

## Kritik
Im Lexikon des Internationalen Films heißt es: „Rührselige und reichlich verstaubte Volksstückhandlung, erträglich gemacht durch komische Elemente und profilierte Chargenrollen.“